# Miller Peak
Miller Peak je hora na jihozápadě Cochise County, na jihovýchodě Arizony, ve Spojených státech amerických.
Miller Peak je s nadmořskou výškou 2 885 metrů nejvyšší horou pohoří Huachuca Mountains.
Vrchol leží necelých 7 km od hranice s Mexikem. Jihovýchodně od Miller Peak se nachází památník Coronado National Memorial. Okolí hory je součástí chráněné krajinné oblasti Miller Peak Wilderness.